# 奧斯特羅戈日斯克
50°52′N 30°05′E / 50.867°N 30.083°E

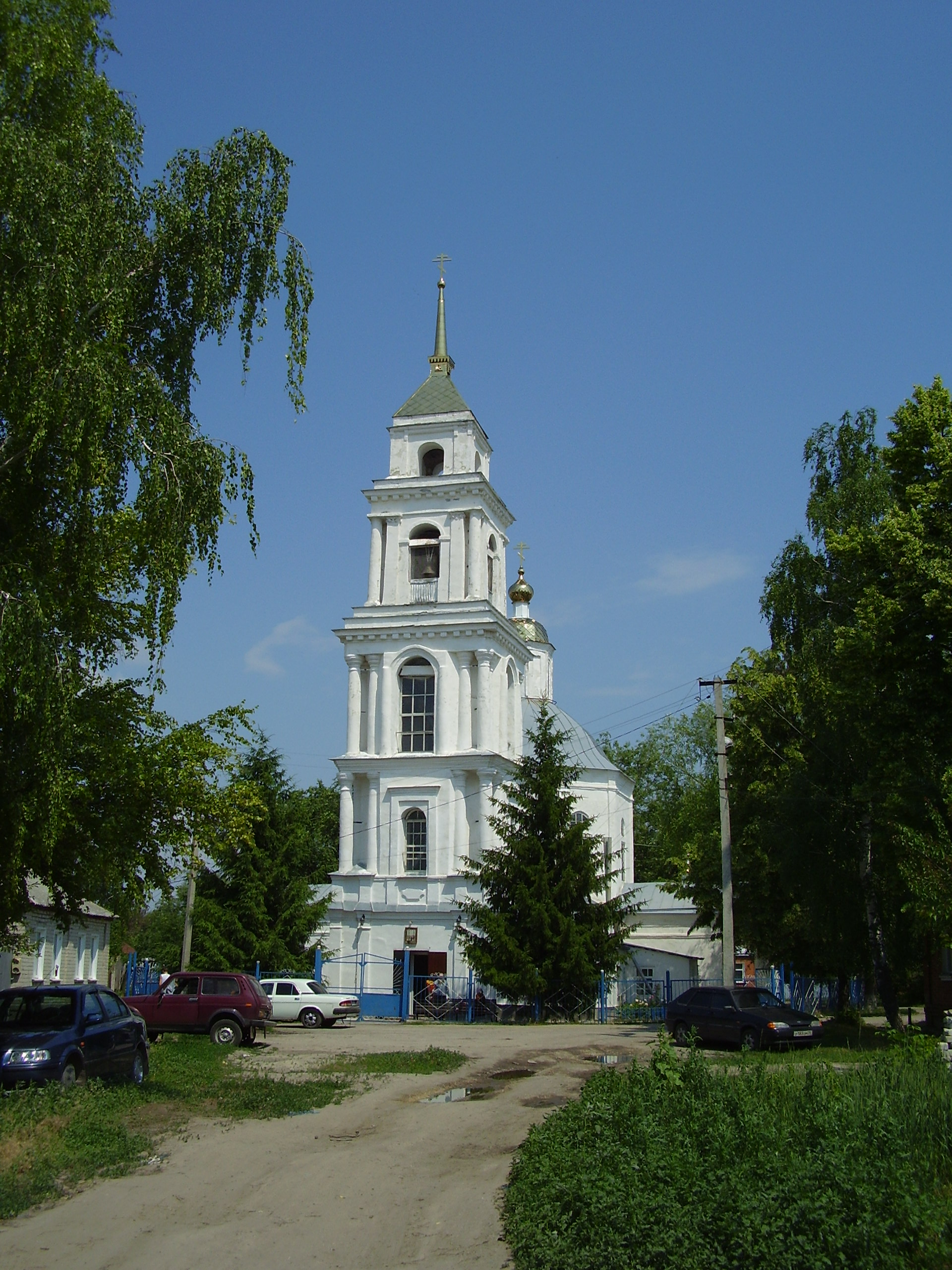

奧斯特羅戈日斯克（羅馬化：Ostrogozhsk，羅馬化：Ostrohozk）是俄羅斯沃羅涅日州西部的一個城市，距沃羅涅日以南142公里。2002年人口34,585人。
1652年建立，1765年設市。